# Meteorastronomie
Die Meteorastronomie ist jener Bereich der Astronomie, der sich mit Meteoren und ähnlichen Erscheinungen in der Hochatmosphäre befasst, sowie mit deren Ursprungskörpern (Meteoroide) und eventuellen Einschlägen größerer Körper auf die Erdoberfläche (Meteorite und Meteorkrater).
Querverbindungen bestehen mit der Planetologie, der Erforschung von Kometen und der Entstehung des Sonnensystems.
Zahlreiche Universitäts- und andere Forschungsinstitute sind auf dem Gebiet der Meteorastronomie tätig, aber auch Arbeitsgruppen in der Amateurastronomie – etwa in der deutschen Vereinigung der Sternfreunde (VdS), in österreichischen Astrovereinen oder in der schweizerischen SAG.

## Forschungsbereiche
Geforscht wird insbesondere in folgenden Phänomenen und Bereichen:

### Beobachtung
- Herkunft von Meteoren (Meteorströme, sporadische Meteore, Bahnbestimmung)
- Helligkeitsverteilung der Meteore, Feuerkugel, Blitzer (Meteor)
- Zusammenhang zwischen Fallrate und Grenzhelligkeit
- Farberscheinungen und fotografische Spektroskopie
- Zusammensetzung von Meteoroiden, Nachleuchten, Zerplatzen usw.

### Interpretation
- Ablation und Dichte der Hochatmosphäre
- Masse von Meteoroiden versus Höhe des Hemmungspunktes
- Zusammenhang von Meteorströmen mit Kometen
- Teilchenschauer entlang von Kometenbahnen
- Verteilung von chemischen Elementen und Wassereis im Sonnensystem
- Sonnennebel und Entstehung des Sonnensystems

## Amateurastronomie
Auf dem Gebiet der Meteorastronomie forschen nicht nur zahlreiche Hochschulinstitute, sondern auch die International Meteor Organisation (IMO) und spezielle Arbeitsgruppen in der Amateurastronomie oder in größeren Astrovereinen.
Im deutschsprachigen Raum sind dies vor allem
- in Deutschland die VdS-Fachgruppe Meteore,
- in Österreich das Astronomische Büro im ÖAV und die Sternwarte Gahberg in Oberösterreich
- und die Schweizerische Astronomische Gesellschaft (SAG)